# FC Zwolle in het seizoen 2011/12 (vrouwen)
Het seizoen 2011/2012 was het 2e jaar in het bestaan van de Zwolse vrouwenvoetbalclub FC Zwolle. De club kwam uit in de Nederlandse Eredivisie en nam deel aan het toernooi om de KNVB beker.
Het elftal staat onder leiding van Bert Zuurman en speelt zijn wedstrijden dit seizoen op het sportpark van Be Quick '28.

## Wedstrijdstatistieken

### Eredivisie
| 1e speelronde | FC Zwolle                                                                             | 0 - 8 (0 - 4) | ADO Den Haag | Opstelling FC Zwolle: |
| 2 september 2011 Aanvangstijd: 19:30 uur Plaats: Zwolle Sportpark Be Quick '28 Toeschouwers: 500 Scheidsrechter: G. de Haan       |                                                                                       |               | 24' Renate Jansen 26' Mandy van den Berg 34' Tessel Middag 42' Jill Wilmot 65' Lisanne Grimberg 70' Jill Wilmot 76' Marjolijn van den Bighelaar 87' Arlette Almeida | Olthuis, Burgwal, De Graaff, Heuvels, M. Nijman (64' Kogelman), Van Beekhuizen (46' Bleuming), Herpel, Smit (59' Dolstra), De Vries, Van Brummelen, Vermeulen Bleuming, De Graaff |
| 2e speelronde | sc Heerenveen                                                                         | 4 - 3 (2 - 2) | FC Zwolle | Opstelling FC Zwolle: |
| 9 september 2011 Aanvangstijd: 19:30 uur Plaats: Heerenveen Sportpark Skoatterwâld Toeschouwers: 500 Scheidsrechter: L.P. Eleveld | 5' Nangila van Eyck 15' Wendy Mulder 83' Nangila van Eyck 85' Vivianne Miedema        |               | 6' Lisanne Vermeulen 40' Lisanne Vermeulen 87' Mariska Kogelman | Olthuis, De Graaff, Heuvels, Kogelman, Burgwal, Dolstra, Herpel (84' Van der Pol), De Vries, Van Brummelen, Vermeulen, Bleuming Burgwal, Heuvels, Kogelman                        |
| 3e speelronde | FC Zwolle                                                                             | 0 - 2 (0 - 1) | FC Twente | Opstelling FC Zwolle: |
| 23 september 2011 Aanvangstijd: 19:30 uur Plaats: Zwolle Sportpark Be Quick '28 Toeschouwers: 500 Scheidsrechter: W. Smit         |                                                                                       |               | 21' Anouk Dekker 87' Marlous Pieëte | Olthuis, De Graaff, Kogelman, Heuvels, Burgwal, Herpel, Smit, Dolstra, Van Brummelen (73' De Vries), Vermeulen, Bleuming Dolstra                                                  |
| 4e speelronde | VVV-Venlo                                                                             | 2 - 1 (2 - 0) | FC Zwolle | Opstelling FC Zwolle: |
| 7 oktober 2011 Aanvangstijd: 19:30 uur Plaats: Venlo Sportpark v.v. VOS Toeschouwers: 225 Scheidsrechter: C.J.T. van Daal         | 24' Maxime Scheepers 35' Mauri van de Wetering                                        |               | 87' Marianne van Brummelen | Olthuis, Kogelman, Burgwal (46' N. Nijman), De Graaff (46' Bleuming), Heuvels, Smit, De Vries, Herpel, Vermeulen, Frijlink, Van Brummelen , Frijlink, Herpel                      |
| 5e speelronde | FC Zwolle                                                                             | 1 - 1 (0 - 1) | FC Utrecht | Opstelling FC Zwolle: |
| 14 oktober 2011 Aanvangstijd: 19:30 uur Plaats: Zwolle Sportpark Be Quick '28 Toeschouwers: 500 Scheidsrechter: J.A.M. Stange     | 57' Lisanne Vermeulen                                                                 |               | 24' Mandy Versteegt | Olthuis, Heuvels, Kogelman, Burgwal, N. Nijman, Dolstra, De Vries, Smit, Van Brummelen, Vermeulen, Frijlink Dolstra, Heuvels, Vermeulen                                           |
| 6e speelronde | SC Telstar VVNH                                                                       | 1 - 4 (1 - 1) | FC Zwolle | Opstelling FC Zwolle: |
| 4 november 2011 Aanvangstijd: 19:30 uur Plaats: Velsen-Zuid TATA Steel Stadion Toeschouwers: 760 Scheidsrechter: E. Blank         | 30' Priscilla de Vos                                                                  |               | 2' Sylvia Smit 63' Judith Frijlink 68' Sylvia Smit 86' Judith Frijlink                                                                                              | Olthuis, Heuvels, Burgwal, Kogelman, M. Nijman, De Vries, Smit, Dolstra (89' Herpel), Vermeulen, Van Brummelen (77' Bleuming), Frijlink Heuvels, Vermeulen                        |
| 7e speelronde | Vrij                                                                                  | Vrij          | Vrij | |
| |                                                                                       |               | | |
| 8e speelronde | ADO Den Haag                                                                          | 3 - 1 (1 - 1) | FC Zwolle | Opstelling FC Zwolle: |
| 1 december 2011 Aanvangstijd: 19:30 uur Plaats: Den Haag Kyocera Stadion Toeschouwers: 300 Scheidsrechter: R.H. Karremans         | 42' Mandy van den Berg 55' Renate Jansen 90+2' Jeanine van Dalen                      |               | 25' Marianne van Brummelen | Olthuis, Kogelman, Burgwal, N. Nijman, Heuvels, De Vries, Smit, Dolstra (81' Bleuming), Van Brummelen, Frijlink, Vermeulen                                                        |
| 9e speelronde | FC Zwolle                                                                             | 0 - 2 (0 - 0) | sc Heerenveen | Opstelling FC Zwolle: |
| 9 december 2011 Aanvangstijd: 19:30 uur Plaats: Zwolle Sportpark Be Quick '28 Toeschouwers: 50 Scheidsrechter: L. Wagner          |                                                                                       |               | 65' Sherida Spitse 85' Vivianne Miedema | Olthuis, Burgwal, Heuvels, Kogelman, M. Nijman (76' Bleuming), Dolstra, De Vries, Smit, Van Brummelen, Vermeulen, Frijlink                                                        |
| 10e speelronde | FC Twente                                                                             | 4 - 0 (1 - 0) | FC Zwolle | Opstelling FC Zwolle: |
| 23 september 2011 Aanvangstijd: 19:30 uur Plaats: Enschede De Grolsch Veste Toeschouwers: 200 Scheidsrechter: F.E. ter Brake      | 35' Shanice van de Sanden 69' Maayke Heuver 86' Ashley Nick 88' Shanice van de Sanden |               | | Olthuis, Kogelman, Burgwal (67' Bleuming), Borg (46' Dolstra), Heuvels, Vermeulen, Smit, N. Nijman, De Vries, Frijlink, Van Brummelen                                             |
| 11e speelronde | FC Zwolle                                                                             | 4 - 5 (2 - 2) | VVV-Venlo | Opstelling FC Zwolle: |
| 27 januari 2012 Aanvangstijd: 19:30 uur Plaats: Zwolle Sportpark Be Quick '28 Toeschouwers: 200 Scheidsrechter: T. de Gast        | 19' Jolijn Heuvels 30' Judith Frijlink 48' Marianne van Brummelen 85' Lydia Borg      |               | 10' Mauri van de Wetering 41' Kika van Es 70' Maran van Erp 77' Jeslynn Kuijpers 82' Daniëlle van de Donk                                                           | Olthuis, Heuvels, Kogelman, Burgwal, M. Nijman, Smit, De Vries, Borg, Van Brummelen, Vermeulen, Frijlink Smit                                                                     |
| 12e speelronde | FC Utrecht                                                                            | 1 - 1 (1 - 1) | FC Zwolle | Opstelling FC Zwolle: |
| 21 februari 2012 Aanvangstijd: 19:30 uur Plaats: Zeist Sportpark SV Saestum Toeschouwers: 100 Scheidsrechter: P.G.M. Govers       | 18' Babiche Roof                                                                      |               | 12' Marianne van Brummelen | Du Ry, N. Nijman, Kogelman, Heuvels, M. Nijman, Smit, De Vries, Dolstra (46' Borg), Van Brummelen, Vermeulen, Frijlink                                                            |
| 13e speelronde | Vrij                                                                                  | Vrij          | Vrij | |
| |                                                                                       |               | | |
| 14e speelronde | FC Zwolle                                                                             | 2 - 0 (2 - 0) | SC Telstar VVNH | Opstelling FC Zwolle: |
| 24 februari 2012 Aanvangstijd: 19:30 uur Plaats: Zwolle Sportpark Be Quick '28 Toeschouwers: 200 Scheidsrechter: P. Tanja         | 13' Marianne van Brummelen 44' Judith Frijlink                                        |               | | Du Ry, Heuvels, Kogelman, N. Nijman, M. Nijman, Smit, De Vries, Borg, Van Brummelen, Frijlink (87' De Graaff), Vermeulen Smit, Vermeulen                                          |
| 15e speelronde | Vrij                                                                                  | Vrij          | Vrij | |
| |                                                                                       |               | | |
| 16e speelronde | SC Telstar VVNH                                                                       | 3 - 3 (0 - 2) | FC Zwolle | Opstelling FC Zwolle: |
| 13 april 2012 Aanvangstijd: 19:30 uur Plaats: Velsen-Zuid TATA Steel Stadion Toeschouwers: 500 Scheidsrechter: B. Benlamkaddem    | 61' Kim Dolstra 66' Priscilla de Vos 79' Desiree van Lunteren                         |               | 11' Marianne van Brummelen 27' Lisanne Vermeulen 90' Sylvia Smit | Du Ry, Kogelman, N. Nijman, M. Nijman, Heuvels, Smit, Herpel, De Vries, Van Brummelen, Frijlink, Vermeulen Van Brummelen, Frijlink, Herpel, Heuvels, Kogelman                     |
| 17e speelronde | FC Zwolle                                                                             | 1 - 2 (1 - 2) | ADO Den Haag | Opstelling FC Zwolle: |
| 20 april 2012 Aanvangstijd: 19:30 uur Plaats: Zwolle Sportpark Be Quick '28 Toeschouwers: 300 Scheidsrechter: H.J.M. van Etten    | 16' Lisanne Vermeulen                                                                 |               | 6' Tessel Middag 22' Lisanne Grimberg | Du Ry, Heuvels, Kogelman, Burgwal, N. Nijman, Dolstra, Smit, Herpel (85' Van der Pol), Van Brummelen, Vermeulen, Frijlink , Heuvels                                               |
| 18e speelronde | sc Heerenveen                                                                         | 3 - 4 (1 - 3) | FC Zwolle | Opstelling FC Zwolle: |
| 27 april 2012 Aanvangstijd: 19:30 uur Plaats: Heerenveen Sportpark Skoatterwâld Toeschouwers: 100 Scheidsrechter: P. Tanja        | 24' Marije Brummel 63' Nangila van Eyck 65' Nangila van Eyck                          |               | 12' Marianne van Brummelen 44' Sylvia Smit 45' Sylvia Smit 68' Marianne van Brummelen                                                                               | Du Ry, Kogelman, Burgwal, M. Nijman, Heuvels, De Vries, Smit, Herpel, Van Brummelen, Frijlink (89' Borg), Vermeulen Herpel                                                        |
| 19e speelronde | FC Zwolle                                                                             | 4 - 1 (0 - 1) | FC Twente | Opstelling FC Zwolle: |
| 3 mei 2012 Aanvangstijd: 19:30 uur Plaats: Zwolle Sportpark Be Quick '28 Toeschouwers: 600 Scheidsrechter: M. de Land             | 61' Sylvia Smit 73' Lisanne Vermeulen 88' Sylvia Smit 90' Lisanne Vermeulen           |               | 45' Shanice van de Sanden | Du Ry, Disseldorp (79' N. Nijman), Kogelman, Burgwal, M. Nijman, De Vries, Herpel, Smit, Van Brummelen, Vermeulen, Frijlink                                                       |
| 20e speelronde | VVV-Venlo                                                                             | 5 - 1 (3 - 0) | FC Zwolle | Opstelling FC Zwolle: |
| 11 mei 2012 Aanvangstijd: 19:30 uur Plaats: Venlo Seacon Stadion - De Koel - Toeschouwers: 320 Scheidsrechter: P. van Gerwen      | 65' Marianne van Brummelen                                                            |               | 15' Maran van Erp 45' Jeslynn Kuijpers 45+5' Myrthe Moorrees 66' Jeslynn Kuijpers 73' Jeslynn Kuijpers                                                              | Olthuis, Kogelman (74' Dolstra), Burgwal, M. Nijman, N. Nijman, Herpel, De Vries, Smit (44' Borg), Vermeulen, Van Brummelen, Frijlink M. Nijman                                   |
| 21e speelronde | FC Zwolle                                                                             | 1 - 1 (0 - 0) | FC Utrecht | Opstelling FC Zwolle: |
| 18 mei 2012 Aanvangstijd: 19:30 uur Plaats: Zwolle Sportpark Be Quick '28 Toeschouwers: 400 Scheidsrechter: N. Zeeman             | 61' Lisanne Vermeulen                                                                 |               | 73' Manon van den Boogaard | Du Ry, Heuvels, Kogelman, N. Nijman, M. Nijman, Smit, Herpel (89' Borg), De Vries, Van Brummelen, Vermeulen, Frijlink , Vermeulen                                                 |

### KNVB beker
| Achtste finale | Ter Leede           | 0 – 5 (0 – ?) | FC Zwolle                                                                              | Opstelling FC Zwolle: |
| 18 februari 2012 Aanvangstijd: 14:30 uur Plaats: Sassenheim Sportpark Roodemolen Toeschouwers: – Scheidsrechter: – |                     |               |                                                                                        |                       |
| Kwartfinale | FC Zwolle           | 1 – 4 (0 – 1) | ADO Den Haag                                                                           | Opstelling FC Zwolle: |
| 18 mei 2012 Aanvangstijd: 19:30 uur Plaats: Zwolle FC Zwolle Stadion Toeschouwers: – Scheidsrechter: –             | 81' Judith Frijlink |               | 10' Jill Wilmot 65' Renate Jansen 74' Marjolijn van den Bighelaar 88' Lisanne Grimberg |                       |

## Selectie en technische staf

### Selectie 2011/12
| Nr.             |                    | Naam                                            | Competitie  | Competitie  | Beker       | Beker       | Totaal      | Totaal      | Seizoen     | Vorige club                          | Debuut            |             |             |             |             |
| Nr.             | W                  | Naam                                            |             | W           |             | W           |             |             | Seizoen     | Vorige club                          | Debuut            |             |             |             |             |
| Doelvrouwen     | Doelvrouwen        | Doelvrouwen                                     | Doelvrouwen | Doelvrouwen | Doelvrouwen | Doelvrouwen | Doelvrouwen | Doelvrouwen | Doelvrouwen | Doelvrouwen                          | Doelvrouwen       | Doelvrouwen | Doelvrouwen | Doelvrouwen | Doelvrouwen |
| --------------- | ------------------ | ----------------------------------------------- | ----------- | ----------- | ----------- | ----------- | ----------- | ----------- | ----------- | ------------------------------------ | ----------------- | ----------- | ----------- | ----------- | ----------- |
| -               | Vlag van Nederland | Kimberly Heijne                                 | 0           | 0           | 0           | 0           | 0           | 0           | 1e          | Be Quick '28 (ama)                   | -                 |             |             |             |             |
| -               | Vlag van Nederland | Nadja Olthuis                                   | 11          | 0           | 0           | 0           | 11          | 0           | 2e          | sc Heerenveen                        | 2 september 2010  |             |             |             |             |
| -               | Vlag van Nederland | Laura du Ry                                     | 7           | 0           | 0           | 0           | 7           | 0           | 1e          | Standard Fémina de Liège             | 21 februari 2012  |             |             |             |             |
| Verdedigsters   |                    |                                                 |             |             |             |             |             |             |             |                                      |                   |             |             |             |             |
| -               | Vlag van Nederland | Charissa Burgwal                                | 14          | 0           | 0           | 0           | 14          | 0           | 2e          | SV Saestum (ama)                     | 2 september 2010  |             |             |             |             |
| -               | Vlag van Nederland | Chelsea Disseldorp                              | 1           | 0           | 0           | 0           | 1           | 0           | 2e          | Voorschoten '97 (ama)                | 2 september 2010  |             |             |             |             |
| -               | Vlag van Nederland | Linda de Graaff                                 | 5           | 0           | 0           | 0           | 5           | 0           | 2e          | ATC '65 / beloften FC Twente Vrouwen | 3 februari 2011   |             |             |             |             |
| -               | Vlag van Nederland | Jolijn Heuvels                                  | 16          | 1           | 0           | 0           | 16          | 1           | 1e          | FC Twente                            | 2 september 2011  |             |             |             |             |
| -               | Vlag van Nederland | Mariska Kogelman                                | 18          | 1           | 0           | 0           | 18          | 1           | 2e          | sc Heerenveen                        | 2 september 2010  |             |             |             |             |
| -               | Vlag van Nederland | Marèse Nijman                                   | 11          | 0           | 0           | 0           | 11          | 0           | 1e          | ATC '65 / beloften FC Twente Vrouwen | 2 september 2011  |             |             |             |             |
| -               | Vlag van Nederland | Nathalja Nijman                                 | 11          | 0           | 0           | 0           | 11          | 0           | 1e          | ATC '65 / beloften FC Twente Vrouwen | 7 oktober 2011    |             |             |             |             |
| Middenveldsters |                    |                                                 |             |             |             |             |             |             |             |                                      |                   |             |             |             |             |
| -               | Vlag van Nederland | Linda van Beekhuizen                            | 1           | 0           | 0           | 0           | 1           | 0           | 2e          | Be Quick '28 (ama)                   | 2 september 2010  |             |             |             |             |
| -               | Vlag van Nederland | Lydia Borg                                      | 7           | 1           | 0           | 0           | 7           | 1           | 2e          | DTS Ede (ama)                        | 23 september 2010 |             |             |             |             |
| -               | Vlag van Nederland | Linda Dolstra                                   | 11          | 0           | 0           | 0           | 11          | 0           | 2e          | Fortuna Wormerveer (ama)             | 11 november 2010  |             |             |             |             |
| -               | Vlag van Nederland | Suzanne Herpel                                  | 11          | 0           | 0           | 0           | 11          | 0           | 2e          | Be Quick '28 (ama)                   | 2 september 2010  |             |             |             |             |
| -               | Vlag van Nederland | Valerie Seinen                                  | 0           | 0           | 0           | 0           | 0           | 0           | 2e          | Be Quick '28 (ama)                   | 5 mei 2011        |             |             |             |             |
| -               | Vlag van Nederland | Sylvia Smit                                     | 17          | 7           | 0           | 0           | 17          | 7           | 1e          | sc Heerenveen                        | 2 september 2011  |             |             |             |             |
| -               | Vlag van Nederland | Lianne de Vries                                 | 17          | 0           | 0           | 0           | 17          | 0           | 1e          | FC Utrecht                           | 2 september 2011  |             |             |             |             |
| Aanvalsters     |                    |                                                 |             |             |             |             |             |             |             |                                      |                   |             |             |             |             |
| -               | Vlag van Nederland | Jirre den Biesen                                | 0           | 0           | 0           | 0           | 0           | 0           | 2e          | ATC '65 / beloften FC Twente Vrouwen | 2 september 2010  |             |             |             |             |
| -               | Vlag van Nederland | Carmen Bleuming                                 | 8           | 0           | 0           | 0           | 8           | 0           | 1e          | FC Twente                            | 2 september 2011  |             |             |             |             |
| -               | Vlag van Nederland | Marianne van Brummelen                          | 18          | 9           | 0           | 0           | 18          | 9           | 1e          | FC Twente                            | 2 september 2011  |             |             |             |             |
| -               | Vlag van Nederland | Judith Frijlink                                 | 15          | 4           | 1           | 1           | 16          | 5           | 2e          | Be Quick '28 (ama)                   | 2 september 2010  |             |             |             |             |
| -               | Vlag van Nederland | Jennieke van der Pol                            | 2           | 0           | 0           | 0           | 2           | 0           | 2e          | Be Quick '28 (ama)                   | 20 oktober 2010   |             |             |             |             |
| -               | Vlag van Nederland | Lisanne Vermeulen                               | 18          | 8           | 0           | 0           | 18          | 8           | 2e          | FC Utrecht                           | 2 september 2010  |             |             |             |             |
| Nr.             |                    | Naam                                            | W           |             | W           |             | W           |             | Seizoen     | Vorige club                          | Debuut            |             |             |             |             |
| Nr.             | Competitie         | Competitie                                      | Beker       | Beker       | Totaal      | Totaal      |             |             | Seizoen     | Vorige club                          | Debuut            |             |             |             |             |
|                 |                    | Bijgewerkt tot en met 1 juli 2012 19:30 (CEST). |             |             |             |             |             |             |             |                                      |                   |             |             |             |             |

### Technische staf
| Naam                  | Functie           |
| --------------------- | ----------------- |
| Bert Zuurman          | Hoofdtrainer      |
| Sebastiaan Borgardijn | Assistent-Trainer |
| Christien Rens        | Verzorgerster     |
| Sierd van den Berg    | Keeperstrainer    |
| Henny Beekman         | Teammanager       |
| Jos Dohmen            | Fysiotherapeut    |

## Statistieken FC Zwolle 2011/2012

### Eindstand FC Zwolle in de Nederlandse Eredivisie 2011 / 2012
| Stand | Gespeeld | Gewonnen | Gelijk | Verloren | Punten | Doelpunten voor | Doelpunten tegen | Gele kaarten | Rode kaarten |
| ----- | -------- | -------- | ------ | -------- | ------ | --------------- | ---------------- | ------------ | ------------ |
| 6e    | 18       | 4        | 4      | 10       | 16     | 31              | 48               | 26           | 2            |

### Topscorers
| #      | Naam                   | Goal |
| ------ | ---------------------- | ---- |
| 1.     | Marianne van Brummelen | 9    |
| 2.     | Lisanne Vermeulen      | 8    |
| 3.     | Sylvia Smit            | 7    |
| 4.     | Judith Frijlink        | 4    |
| 5.     | Lydia Borg             | 1    |
| 5.     | Jolijn Heuvels         | 1    |
| 5.     | Mariska Kogelman       | 1    |
| Totaal | Totaal                 | 31   |

| #                    | Naam            | Goal |
| -------------------- | --------------- | ---- |
| 1.                   | Judith Frijlink | 1    |
| Onbekende doelpunten |                 |      |
| –                    | Tegen Ter Leede | 5    |
| Totaal               | Totaal          | 6    |

### Kaarten
| #      | Naam                   |    |
| ------ | ---------------------- | -- |
| 1.     | Jolijn Heuvels         | 4  |
| 1.     | Lisanne Vermeulen      | 4  |
| 2.     | Judith Frijlink        | 3  |
| 2.     | Suzanne Herpel         | 3  |
| 3.     | Marianne van Brummelen | 2  |
| 3.     | Linda de Graaff        | 2  |
| 3.     | Mariska Kogelman       | 2  |
| 3.     | Sylvia Smit            | 2  |
| 4.     | Linda Dolstra          | 1  |
| 4.     | Charissa Burgwal       | 1  |
| 4.     | Marèse Nijman          | 1  |
| 4.     | Carmen Bleuming        | 1  |
| Totaal | Totaal                 | 26 |

| #      | Naam              |   |
| ------ | ----------------- | - |
| 1.     | Judith Frijlink   | 1 |
| 1.     | Lisanne Vermeulen | 1 |
| Totaal | Totaal            | 2 |

| #      | Naam        |   |
| ------ | ----------- | - |
| –      | Geen speler | 0 |
| Totaal | Totaal      | 0 |

### Punten per speelronde
| Speelronde | 1 | 2 | 3 | 4 | 5 | 6 | 7 | 8 | 9 | 10 | 11 | 12 | 13 | 14 | 15 | 16 | 17 | 18 |
| ---------- | - | - | - | - | - | - | - | - | - | -- | -- | -- | -- | -- | -- | -- | -- | -- |
| Punten     | 0 | 0 | 0 | 0 | 1 | 3 | 0 | 0 | 0 | 0  | 1  | 3  | 1  | 0  | 3  | 3  | 0  | 1  |

### Punten na speelronde
| Speelronde | 1 | 2 | 3 | 4 | 5 | 6 | 7 | 8 | 9 | 10 | 11 | 12 | 13 | 14 | 15 | 16 | 17 | 18 |
| ---------- | - | - | - | - | - | - | - | - | - | -- | -- | -- | -- | -- | -- | -- | -- | -- |
| Punten     | 0 | 0 | 0 | 0 | 1 | 4 | 4 | 4 | 4 | 4  | 5  | 8  | 9  | 9  | 12 | 15 | 15 | 16 |

### Doelpunten per speelronde
| Speelronde | 1 | 2 | 3 | 4 | 5 | 6 | 7 | 8 | 9 | 10 | 11 | 12 | 13 | 14 | 15 | 16 | 17 | 18 | Totaal |
| ---------- | - | - | - | - | - | - | - | - | - | -- | -- | -- | -- | -- | -- | -- | -- | -- | ------ |
| Doelpunten | 0 | 3 | 0 | 1 | 1 | 4 | 1 | 0 | 0 | 4  | 1  | 2  | 3  | 1  | 4  | 4  | 1  | 1  | 31     |

## Transfers

### Aangetrokken
| Nr. | Nat. | Naam                   | Van                                  | Type         | Periode | Transfersom |
| --- | ---- | ---------------------- | ------------------------------------ | ------------ | ------- | ----------- |
| -   | NL   | Carmen Bleuming        | FC Twente                            | Transfervrij | Zomer   | n.v.t.      |
| -   | NL   | Marianne van Brummelen | FC Twente                            | Transfervrij | Zomer   | n.v.t.      |
| -   | NL   | Kimberly Heijne        | Be Quick '28 (ama)                   | Transfervrij | Zomer   | n.v.t.      |
| -   | NL   | Jolijn Heuvels         | FC Twente                            | Transfervrij | Zomer   | n.v.t.      |
| -   | NL   | Marèse Nijman          | ATC '65 / beloften FC Twente Vrouwen | Transfervrij | Zomer   | n.v.t.      |
| -   | NL   | Nathalja Nijman        | ATC '65 / beloften FC Twente Vrouwen | Transfervrij | Zomer   | n.v.t.      |
| -   | NL   | Laura du Ry            | Standard Fémina de Liège             | Transfervrij | Zomer   | n.v.t.      |
| -   | NL   | Sylvia Smit            | sc Heerenveen                        | Transfervrij | Zomer   | n.v.t.      |
| -   | NL   | Lianne de Vries        | FC Utrecht                           | Transfervrij | Zomer   | n.v.t.      |

### Vertrokken
| Nr. | Nat. | Naam                   | Naar                          | Type           | Periode | Transfersom | Wed. | Dlpt. |
| --- | ---- | ---------------------- | ----------------------------- | -------------- | ------- | ----------- | ---- | ----- |
| -   | NL   | Annet Bolk             | Niet bekend                   | Einde contract | Zomer   | n.v.t.      | 0    | 0     |
| -   | NL   | Lianne Bouwmeester     | Be Quick '28 (ama)            | Einde contract | Zomer   | n.v.t.      | 2    | 0     |
| -   | NL   | Floranne van den Broek | Niet bekend                   | Einde contract | Zomer   | n.v.t.      | 2    | 0     |
| -   | NL   | Marjolein Jansen       | Be Quick '28 (ama)            | Einde contract | Zomer   | n.v.t.      | 11   | 0     |
| -   | KE   | Martha Karimi          | Niet bekend                   | Einde contract | Zomer   | n.v.t.      | 9    | 0     |
| -   | NL   | Anneloes Kock          | Be Quick '28 (ama)            | Einde contract | Zomer   | n.v.t.      | 2    | 0     |
| -   | NL   | Ellen Marissink        | Be Quick '28 (ama)            | Einde contract | Zomer   | n.v.t.      | 2    | 0     |
| -   | NL   | Bouchra Moudou         | Reiger Boys (ama)             | Einde contract | Zomer   | n.v.t.      | 20   | 1     |
| -   | KE   | Doreen Nabwire         | Niet bekend                   | Einde contract | Zomer   | n.v.t.      | 16   | 1     |
| -   | NL   | Marieke van Ottele     | Niet bekend                   | Einde contract | Zomer   | n.v.t.      | 1    | 0     |
| -   | NL   | Karin Tersteeg         | Be Quick '28 (ama)            | Einde contract | Zomer   | n.v.t.      | 4    | 0     |
| -   | NL   | Annelies Tuin          | Niet bekend                   | Einde contract | Zomer   | n.v.t.      | 2    | 0     |
| -   | NL   | Denise van Vliet       | Niet bekend                   | Einde contract | Zomer   | n.v.t.      | 0    | 0     |
| -   | NL   | Silvia Woudberg        | Oranje Nassau Groningen (ama) | Einde contract | Zomer   | n.v.t.      | 2    | 0     |